# 보천군
보천군(普天郡)은 량강도에 위치한 군이다.

## 지리
압록강의 지류인 가림천의 유역에 위치하는 군으로, 압록강이 남쪽에서 서남쪽으로 방향을 바꾸는 위치에 있다. 남쪽은 혜산시와 운흥군, 북쪽으로는 삼지연군, 서쪽은 압록강을 경계로 중국 지린성, 동쪽은 백암군과 마주하고 있다.
마식령산맥이 군을 통과하고 서쪽으로 갈수록 고도가 낮아진다. 백두고원에 놓여있고 최고봉은 남포태산(2,433m)이다. 전체 면적의 83%가 산림이고 기후는 냉량하다.

## 역사
1937년에 현재의 보천읍에서 보천보전투가 벌어졌다.
1942년 갑산군에서 혜산군으로 분군되었다.
1952년에 혜산군 보천면과 대진면으로 보천군을 신설했다.1954년에 량강도에 속하게 됐으며 1961년에 리명수로동자구와 포태리가 삼지연군으로 분리되었고 1979년에는 통남리, 중흥리, 보서리가 삼지연군에 편입되었다.

## 경제
주요 산업은 벌목업이다. 또한 마그네사이트, 명반석, 흑요석이 매장되어 있다. 보천군의 농장에서는 감자, 밀, 보리 등이 생산되고 과수원과 목장도 있다.

## 행정 구역
보천군은 1읍과 2구, 17리로 구성되어있다.
- 보천읍 (普天邑)
- 대진평로동자구 (大鎭坪勞動者區)
- 대평로동자구 (大坪勞動者區)
- 가산리 (佳山里)
- 화전리 (樺田里)
- 의화리 (儀化里)
- 신흥리 (新興里)
- 운남리 (雲南里)
- 대신리 (大新里)
- 흥성리 (興成里)
- 보흥리 (保興里)
- 백자리 (栢子里)
- 대흥리 (大興里)
- 문암리 (門岩里)
- 내곡리 (內曲里)
- 송봉리 (宋峯里)
- 상룡리 (上龍里)
- 룡덕리 (龍德里)
- 호산리 (虎山里)
- 청림리 (靑林里)

## 교통
철도는 삼지연선과 보천선이 있으며 혜산시, 삼지연군, 백암군으로 나있는 도로도 있다.

## 혁명전적지
보천군은 보천읍을 중심으로 김일성에 대한 혁명전적지가 많으며 보천보전자악단이라는 이름도 보천읍의 보천보에서 이름을 따왔다.

## 같이 보기
- 조선민주주의인민공화국의 지리
- 조선민주주의인민공화국의 행정 구역
- 보천보 습격
- 보천보전자악단